# 美国第11空降师第2步兵旅战斗队
第11空降师第2步兵旅战斗队（英語：2nd Infantry Brigade Combat Team, 11th Airborne Division）是美国陆军的一个空降步兵旅級戰鬥隊。该部队驻扎在安克拉治的埃尔门多夫-理查森联合基地，是美國太平洋戰區唯一的空降旅战斗队 。